# Khötöl, Selenge
Khötöl (tiếng Mông Cổ: Хөтөл) là một thị trấn, trung tâm sum Saikhan, tỉnh Selenge, miền bắc Mông Cổ. Có một nhà máy xi măng trong thị trấn.
Có ba trường mẫu giáo, hai trường tiểu học và một nhà văn hóa ở Khötöl.

## Địa lý
Khötöl nằm ở phía nam của sum Saikhan. Vị trí này cách Sükhbaatar khoảng 131 km, Darkhan khoảng 49 km và thủ đô Ulaanbaatar khoảng 165 km về phía tây bắc.

## Giao thông
Một tuyến đường bộ kết nối Khötöl với sum Orkhon ở phía tây và khu dân cư Nomgon ở phía đông bắc. Thị trấn cũng có một nhà ga với các chuyến tàu đến Erdenet và Salkhit.